# Romualdo Moscioni

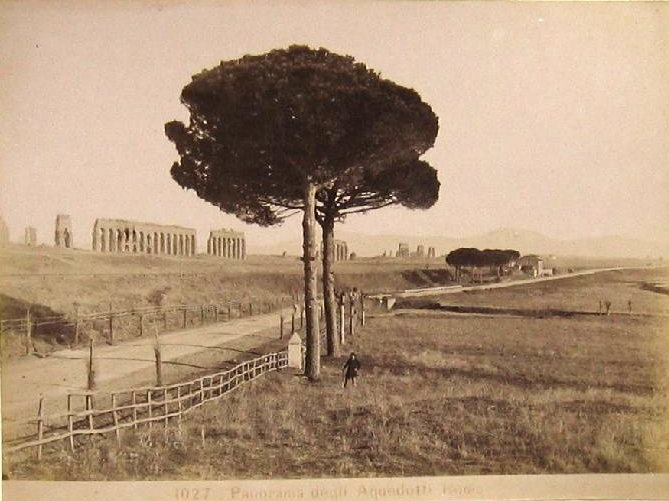
Vue des aqueducs, Rome

Romualdo Moscioni, né le 17 mars 1849 à Viterbe et mort à Rome le 7 juillet 1925, est un photographe italien.

## Biographie
Romualdo Moscioni crée en 1868 son studio photographique : Stabilimento fotografico artistico commerciale à Rome ; il le dirige jusqu'à la fin de sa vie à différentes adresses (via dei Due Macelli 89 en 1868, puis Via del Babuino, Via Condotti 76 et Via Frattina), mais toujours à proximité de la Piazza di Spagna, et se spécialise dans la photographie d'archéologie et d'architecture. 
Il a travaillé dans différentes régions d'Italie ; parmi ses sujets les plus connus, figurent les zones archéologiques de Rome avant les transformations urbaines de la fin du XIXe siècle, ainsi que ses campagnes photographiques dans le sud de l'Italie menées en 1891 et 1892 sur une commande du Ministero della Pubblica Istruzione, dans le cadre de l'effort de l'Italie post-unification pour recenser le patrimoine culturel du pays à travers le nouveau médium photographique.
Moscioni édite en 1903 le premier catalogue de ses photographies : Raccolta delle fotografie esistenti nello Stabilimento fotografico artistico commerciale di Romualdo Moscioni, fondato fin dall'anno 1868, Rome, Tipografia editrice romana, 1903, 192 p. Il sera réédité à trois reprises ; la dernière édition en 1921 comporte environ 25 000 photographies.

## Livres de photographies
- Album ricordo di Roma, Rome, Fotografia artistica commerciale, vers 1900, 36 photographies[1]
- Monumenti delle Puglie, Naples, Società Napoletana di Storia Patria, entre 1880 et 1900 : 185 photographies de monuments, églises, châteaux, sculptures, sépultures, mobilier, éléments architecturaux des Pouilles[4].
- Raccolta fotografica dei monumenti normanni, svevi angioini ed aragonesi dell'Italia meridional, Rome, Romualdo Moscioni fotografo-editore, 1891-1903, 2 vol., 236 photographies ; l'ouvrage est connu sous le nom d'Apulia Monumentale[5],[6].

## Collections
- Musées du Vatican, Rome[5],[7].
- American Academy in Rome : les photographies relatives à l'art étrusque sont achetées en 1929 aux héritiers de Moscioni par l'archéologue américain Prentice Duell qui en fait don à l'Académie américaine de Rome[8],[3].

## Expositions
- 3 mai - 3 juillet 2023 : "Apulia Monumentale". Il viaggio di Romualdo Moscioni, Surintendance archéologique, Bari[5].

## Galerie

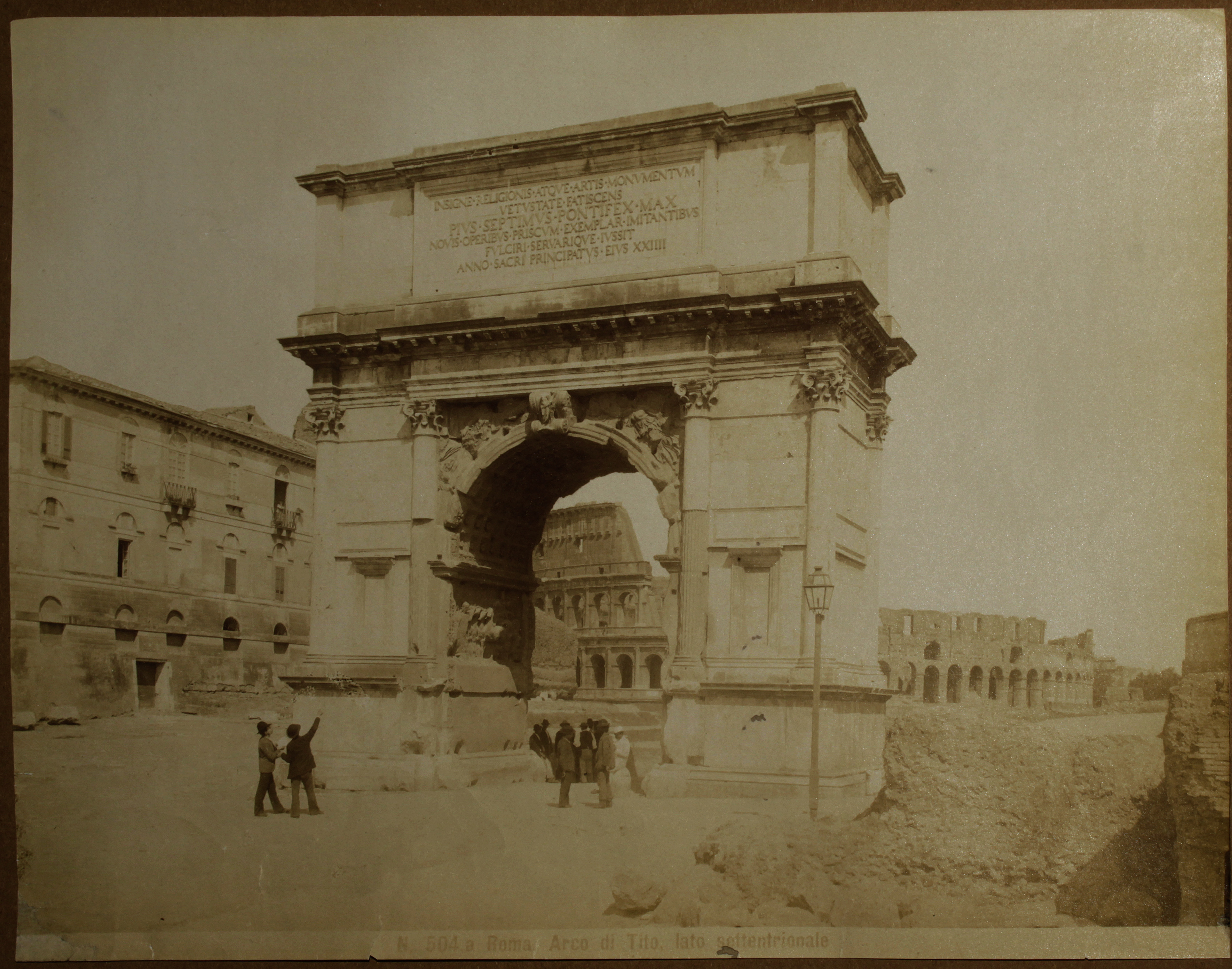
Arc de Titus à Rome, 19 mars 1880.
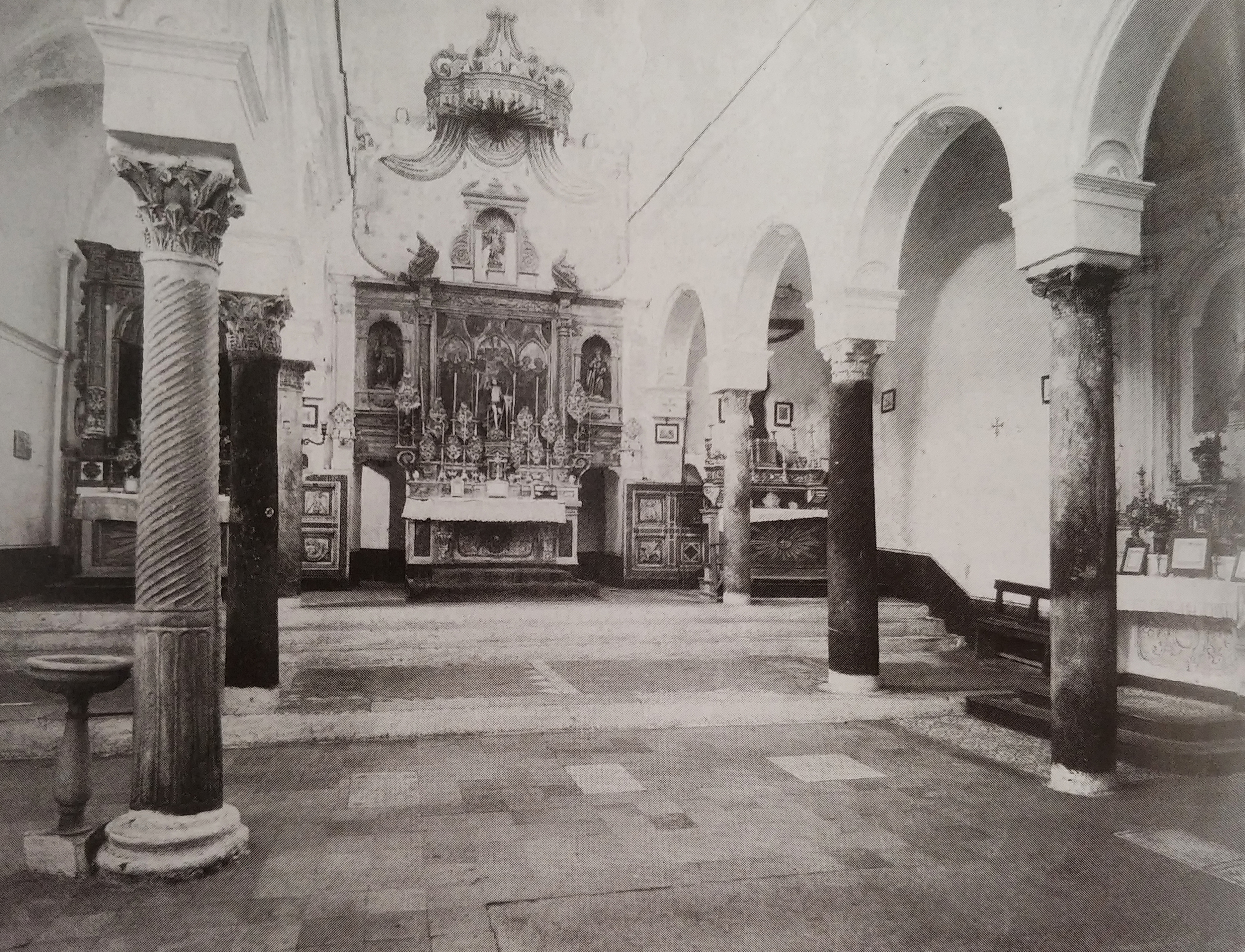
Intérieur de l'église Santa Lucia à Gaète, 1892-1895.
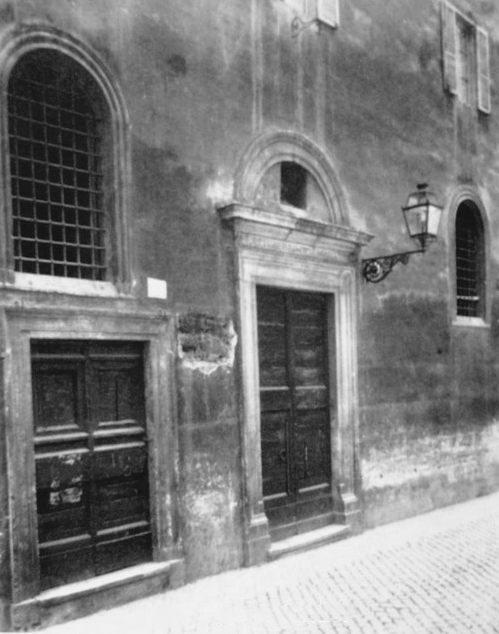
Ancienne église San Salvatore in Thermis (it), vers 1895.
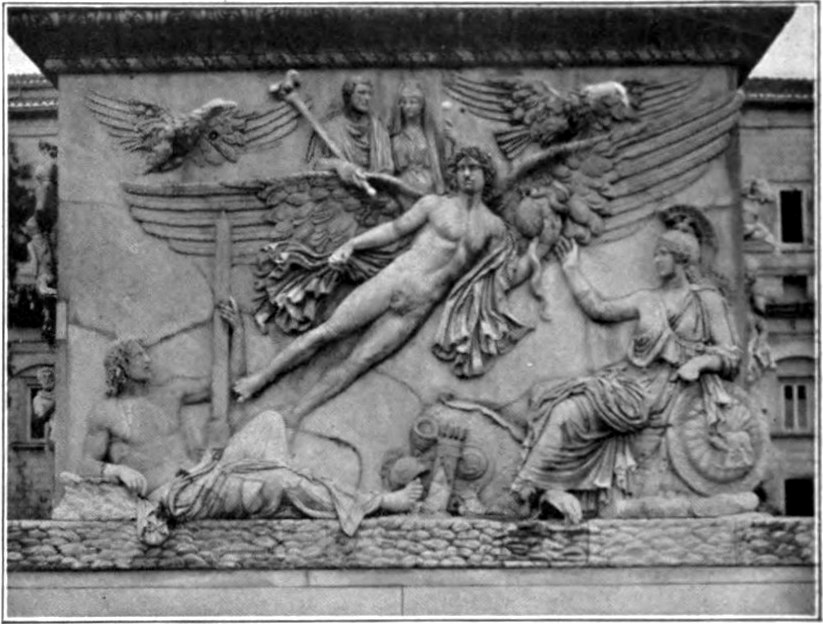
Un des côtés du piédestal de la colonne d'Antonin le Pieux à Rome ; photographie publiée dans l'article « Roman Art » de l'Encyclopædia Britannica, 1911, vol. 23, p. 480.
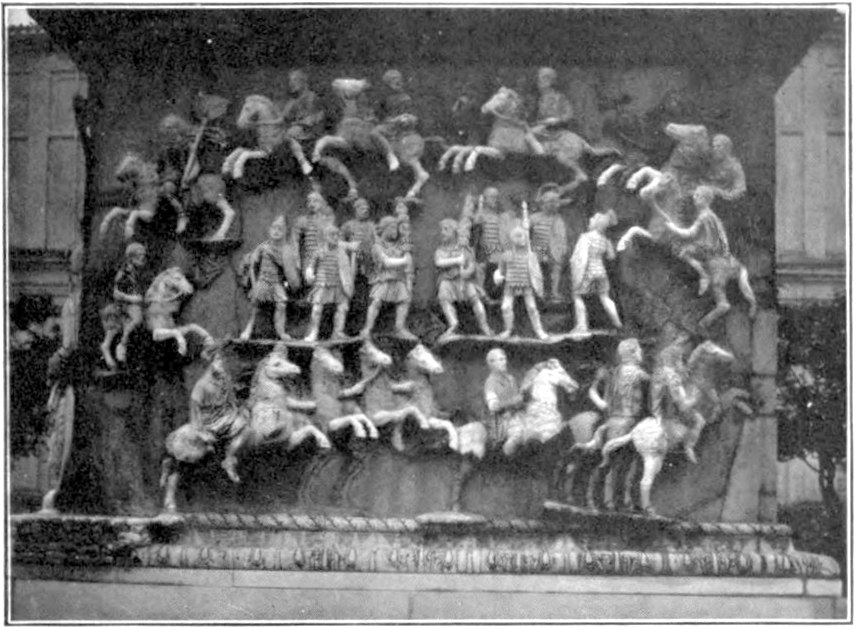
Un des côtés du piédestal de la colonne d'Antonin le Pieux à Rome.
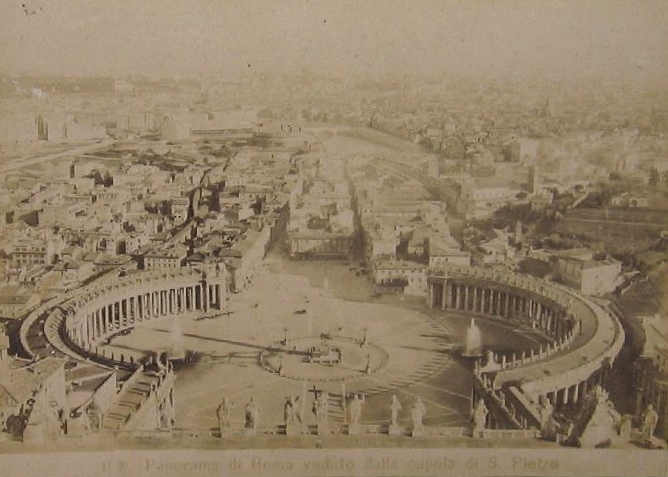
Vue de Rome depuis le coupole de la basilique Saint-Pierre.
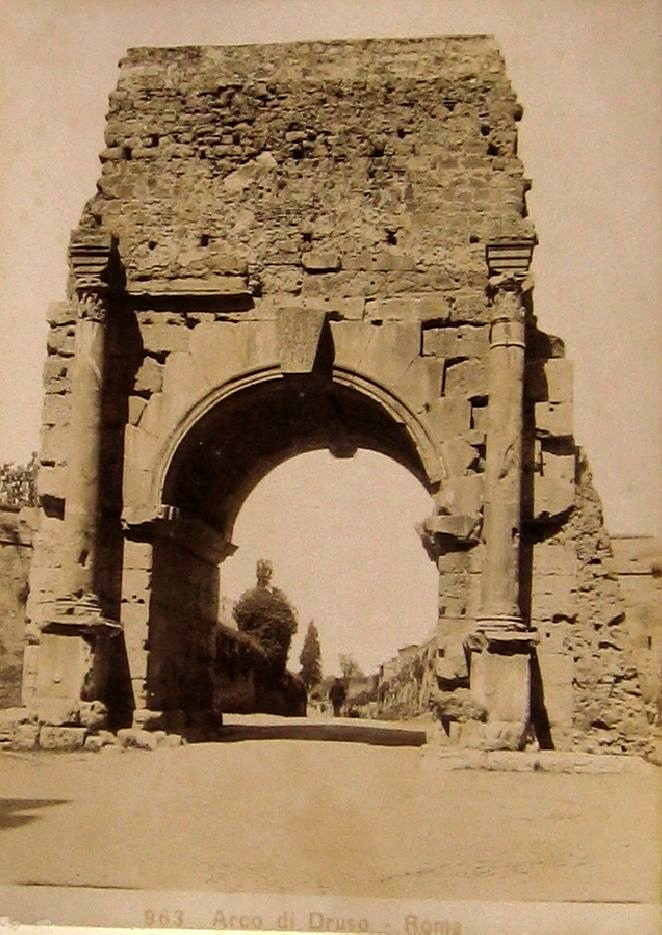
Arc de Drusus à Rome.
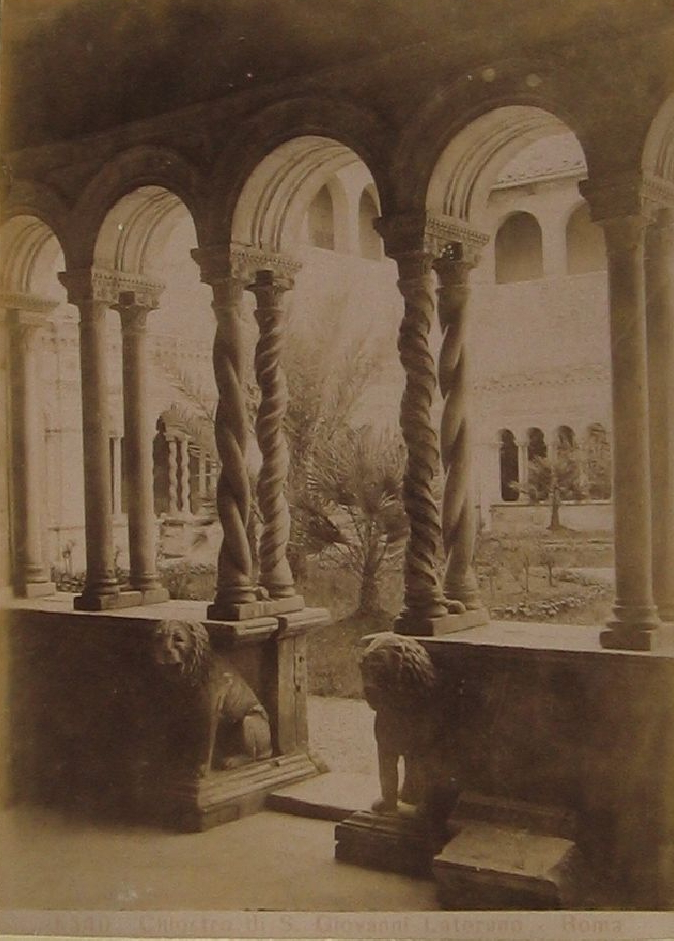
Cloître de Saint-Jean-de-Latran à Rome.